# Radebeuler Goldener Wagen

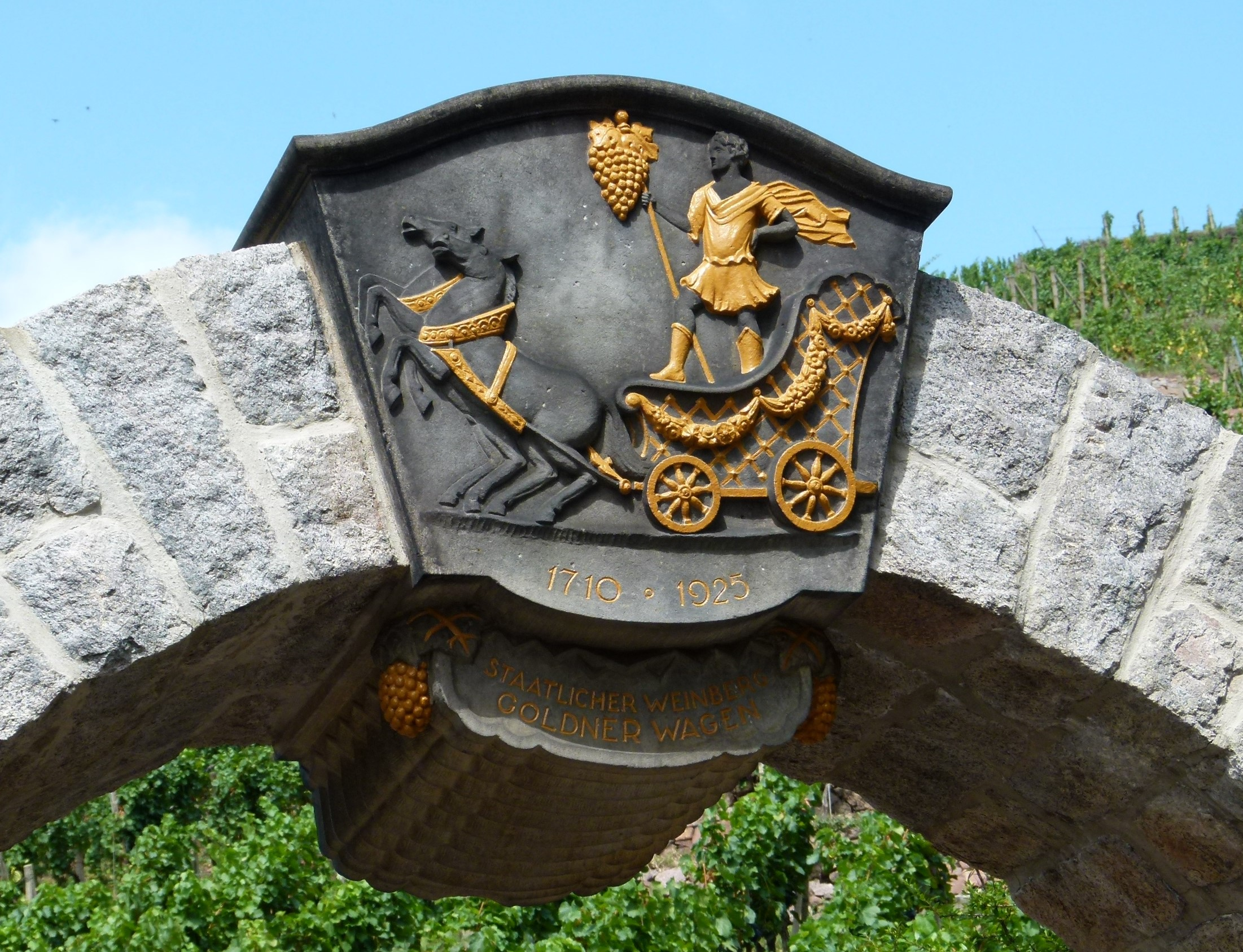
Der Goldene Wagen auf dem Schlussstein des Weinbergtors (2012 saniert und neu vergoldet)

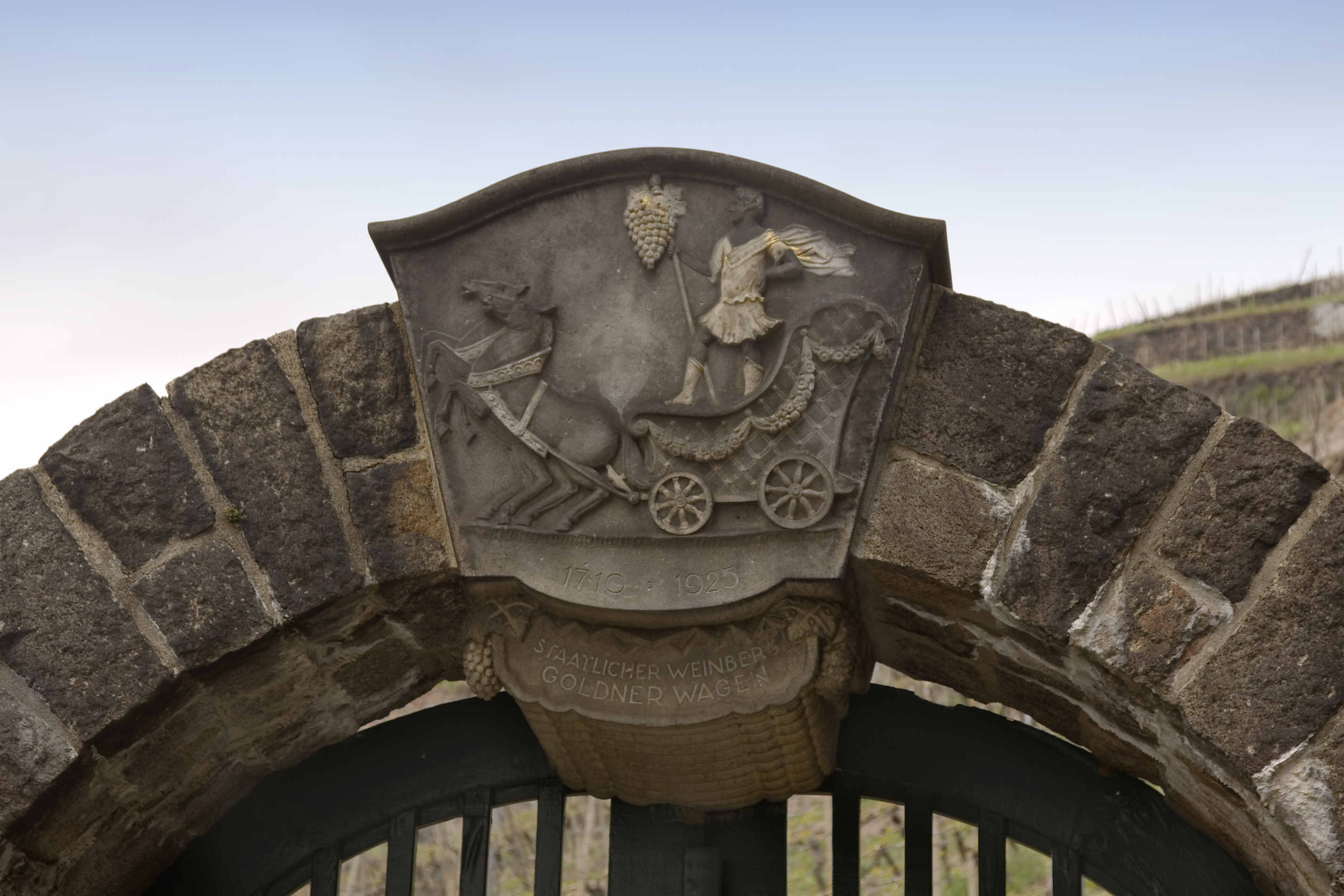
Der Goldene Wagen auf dem Schlussstein des Weinbergtors (2010 noch unsaniert)

Radebeuler Goldener Wagen ist die östliche der drei Einzelweinlagen der Großlage Lößnitz. Ihre Weinbauflächen liegen alle innerhalb des Stadtteils Oberlößnitz der Stadt Radebeul im Weinbaugebiet Sachsen. Die Lage heißt nach dem direkt nördlich der Hoflößnitz gelegenen Staatsweinberg Goldener Wagen.
Die die Landschaft Lößnitz prägenden Steillagen aus Granit-Porphyr und Syenitverwitterungsböden mit ihren trockengesetzten Syenit-Weinbergsmauern sind nicht nur als Landschaftsschutzgebiet ausgewiesen, sondern auch seit 1999 insgesamt als Denkmalschutzgebiet Historische Weinberglandschaft Radebeul geschützt worden. Die Lage Radebeuler Goldener Wagen liegt größtenteils im Landschaftsschutzgebiet Lößnitz.
Der Wein in der Einzellage Goldener Wagen wird von mehreren Weinbaubetrieben angebaut, hauptsächlich vom ehemals Kurfürstlich-Sächsischen, heute städtischen Weingut Hoflößnitz, aber auch von den gemeinschaftlich organisierten Steillagenwinzern des Weinbau-Vereins Oberlößnitz. Der Staatsweinberg selbst ist teilweise im Besitz des Sächsischen Staatsweinguts Schloss Wackerbarth in Niederlößnitz in der Lage Radebeuler Johannisberg, teilweise gehören dort Parzellen Oberlößnitzer Winzern.

## Lage und Weinberge

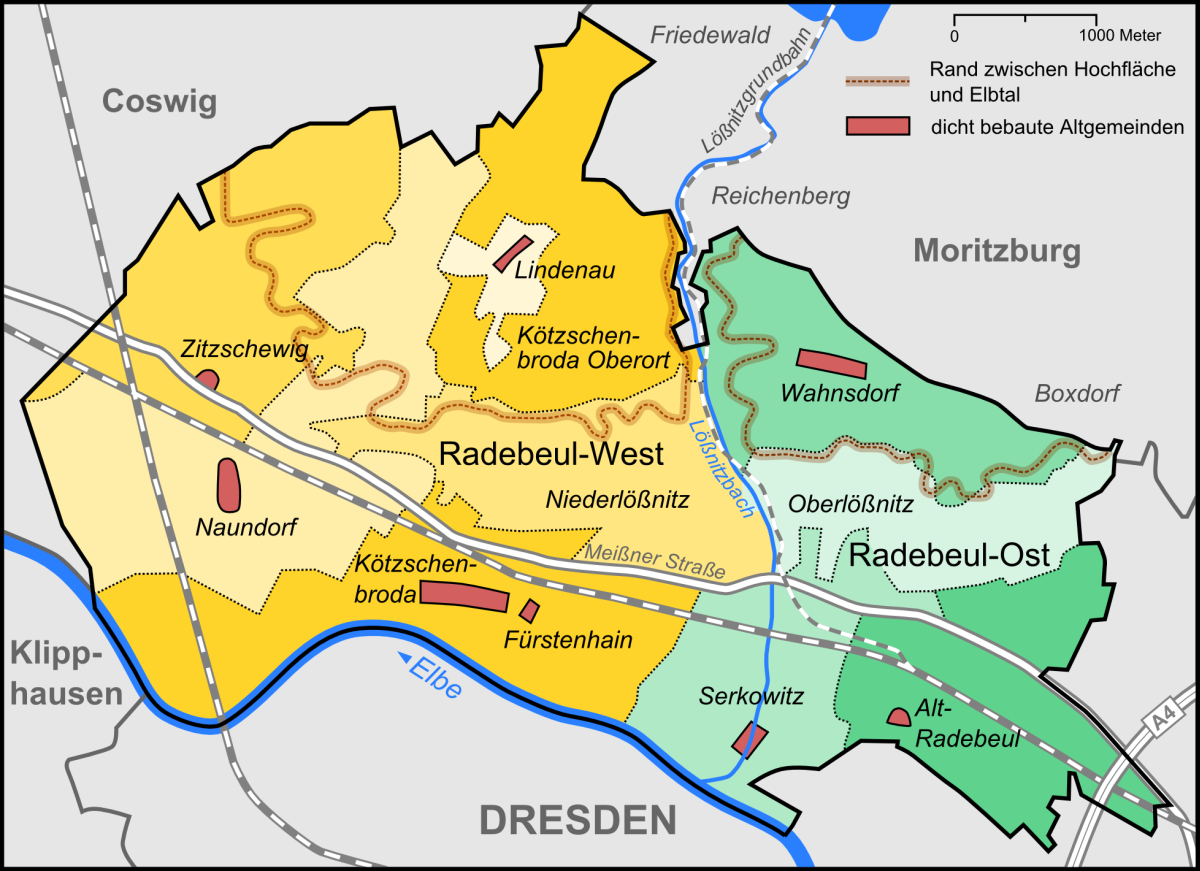
Der Goldene Wagen liegt in Oberlößnitz (braun: Die Hangkante mit den Steillagen nach Süden)

Die Lage Radebeuler Goldener Wagen befindet sich im Stadtteil Oberlößnitz, sie reicht vom Lößnitzbach (Lößnitzgrund) im Westen bis zur östlichen Stadtgrenze. Sie umfasst etwa 31 ha, von denen etwa 11 ha in Steillagen von über 30 bis 100 % liegen, welche sich auf der Karte unterhalb der Hangkante (braune Linie) nach Süden in Richtung Elbe erstrecken.
Hierzu gehören vor allem die folgenden, heute so benannten, Weinberge:
- Goldener Wagen
- Spitzhaus (unterhalb des Spitzhauses)
- Hermannsberg (oberhalb von Haus Hermannsberg)
- Ravensberg (oberhalb der Villa Wach)
- Albertsberg (oberhalb von Haus Albertsberg)

Der für die Einzellage namensgebende Einzelweinberg Goldener Wagen liegt genau nördlich der Hoflößnitz, nahe am Lößnitzgrund und nordwestlich der Spitzhaustreppe auf den angegebenen Koordinaten. Auf der anderen Seite des Lößnitzbachs schließt sich die Einzellage Radebeuler Steinrücken an.

## Klima und Geologie

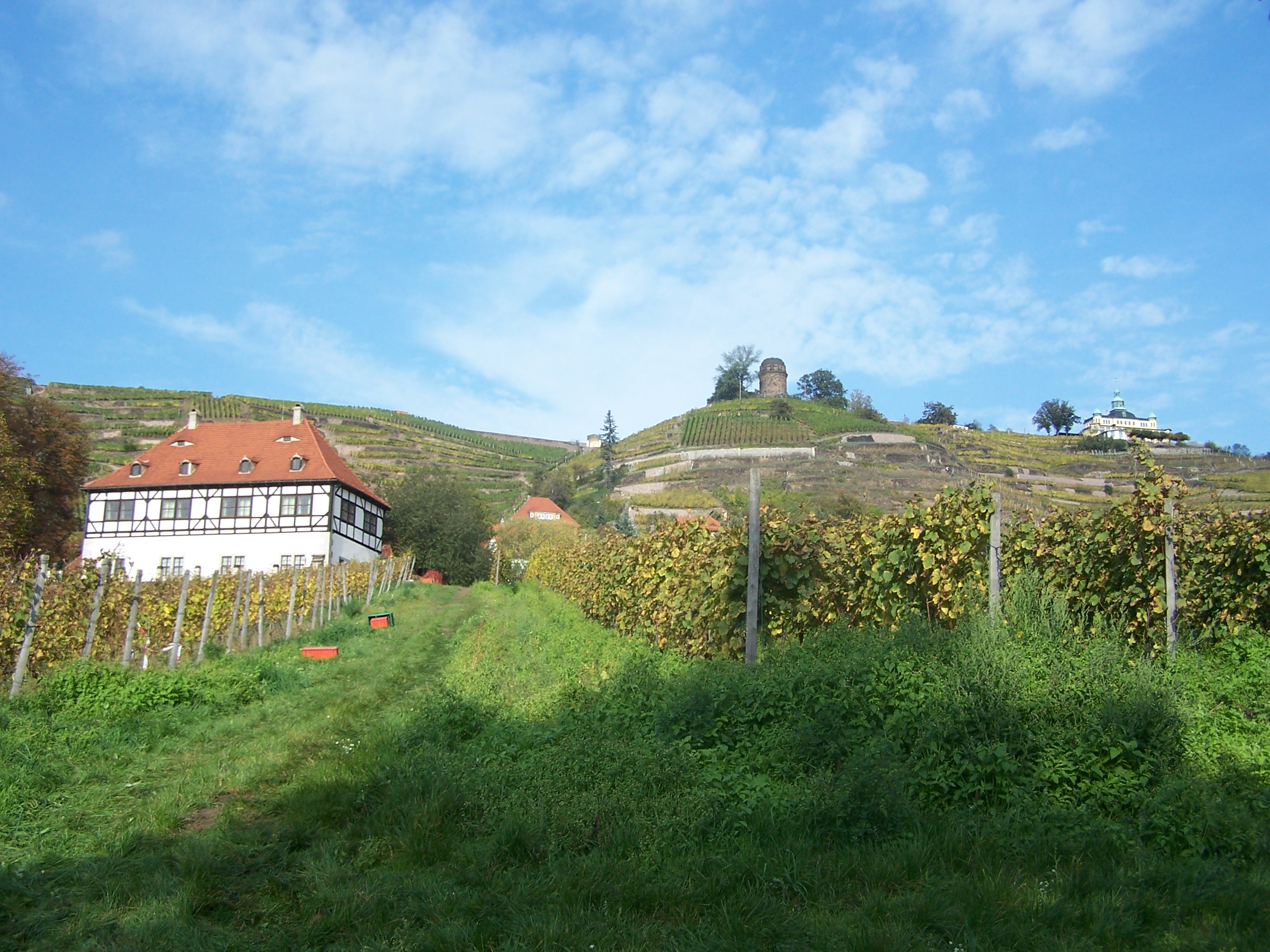
Hoflößnitz mit dem Weinberg Goldener Wagen (links im Hintergrund der Hoflößnitz) sowie Bismarckturm, Spitzhaus und Weinberg Spitzhaus (rechts)

Die Lößnitz liegt im Elbtal im Norden der Elbe und profitiert damit vom mildernden Einfluss dieses Flusses. Aufgrund der klimatischen Bedingungen auf der Südseite des steil ansteigenden Elbhangs ist in Radebeul Edelobst- und Weinanbau möglich. Die jährliche Durchschnittstemperatur liegt bei 9,2 °C. Die durchschnittliche jährliche Sonnenscheindauer, gemessen am Klimadiagramm der ehemaligen Wetterwarte Wahnsdorf, liegt mit 1634 Stunden über dem bundesdeutschen Schnitt von 1541 Stunden.
Da Radebeul im Elbtal das mildeste Klima von Sachsen hat, wird es auch Sächsisches Nizza genannt, zurückgehend auf einen Ausspruch des sächsischen Königs Johann um 1860.
Die Lößnitz steigt von der Elbaue über die Elbterrasse bis zum Steilanstieg des Elbhangs, der als Teil der Lausitzer Verwerfung aus Syenitverwitterungsböden besteht und in die Hochfläche der Lausitzer Platte übergeht. Sie wird durch mehrere Kerbtäler zerschnitten, von denen der Lößnitzgrund mit dem Lößnitzbach dauerhaft Wasser führt, während die anderen Täler, der Fiedlergrund, der Kroatengrund und der Rietzschkegrund durch sogenanntes Verlorenes Wasser gebildet werden, das nach Erreichen des wasserdurchlässigen Sandbodens der Elbterrassen versickert und wieder ins Grundwasser übergeht.
Wegen der Steilheit vieler Lagen oberhalb der Elbmittelterrasse mit ihren 30 % bis maximal über 100 % Steigung ist die Bodenschicht aus Verwitterungsprodukten des Unterbodens recht dünn. Die Reben müssen deshalb häufig im Terrassenbau mit Trockenmauern angebaut werden.

## Rebsorten imGoldenen Wagen
Während der sächsische Anbau im Mittelalter hauptsächlich vom Gemischten Satz geprägt war, dominiert seit Anfang des 17. Jahrhunderts der sortenreine Anbau („nach württemberger Art“). Hauptsächlich verbreitet sind Müller-Thurgau, Riesling, Weißburgunder, Ruländer, Traminer, Kerner, Spätburgunder und Scheurebe. Der Goldriesling wird in Deutschland lediglich in Sachsen angebaut.
| \| \| Angebaute weiße und rote Rebsorten (Hauptsorten fett dargestellt) \| | \| \| Angebaute weiße und rote Rebsorten (Hauptsorten fett dargestellt) \| | \| \| Angebaute weiße und rote Rebsorten (Hauptsorten fett dargestellt) \| | \| \| Angebaute weiße und rote Rebsorten (Hauptsorten fett dargestellt) \| |
| -------------------------------------------------------------------------- | -------------------------------------------------------------------------- | -------------------------------------------------------------------------- | -------------------------------------------------------------------------- |
| - Gewürztraminer (Traminer) - Goldriesling                                 | - Grauburgunder (Ruländer) - Gutedel                                       | - Müller-Thurgau (Rivaner) - Riesling                                      | - Weißer Burgunder                                                         |
| - Dornfelder                                                               |                                                                            | - Regent                                                                   | - Spätburgunder                                                            |
|                                                                            | Angebaute weiße und rote Rebsorten (Hauptsorten fett dargestellt)          |                                                                            |                                                                            |

Darüber hinaus bietet die Hoflößnitz einen Rotling aus Müller-Thurgau und Regent an (Schieler).

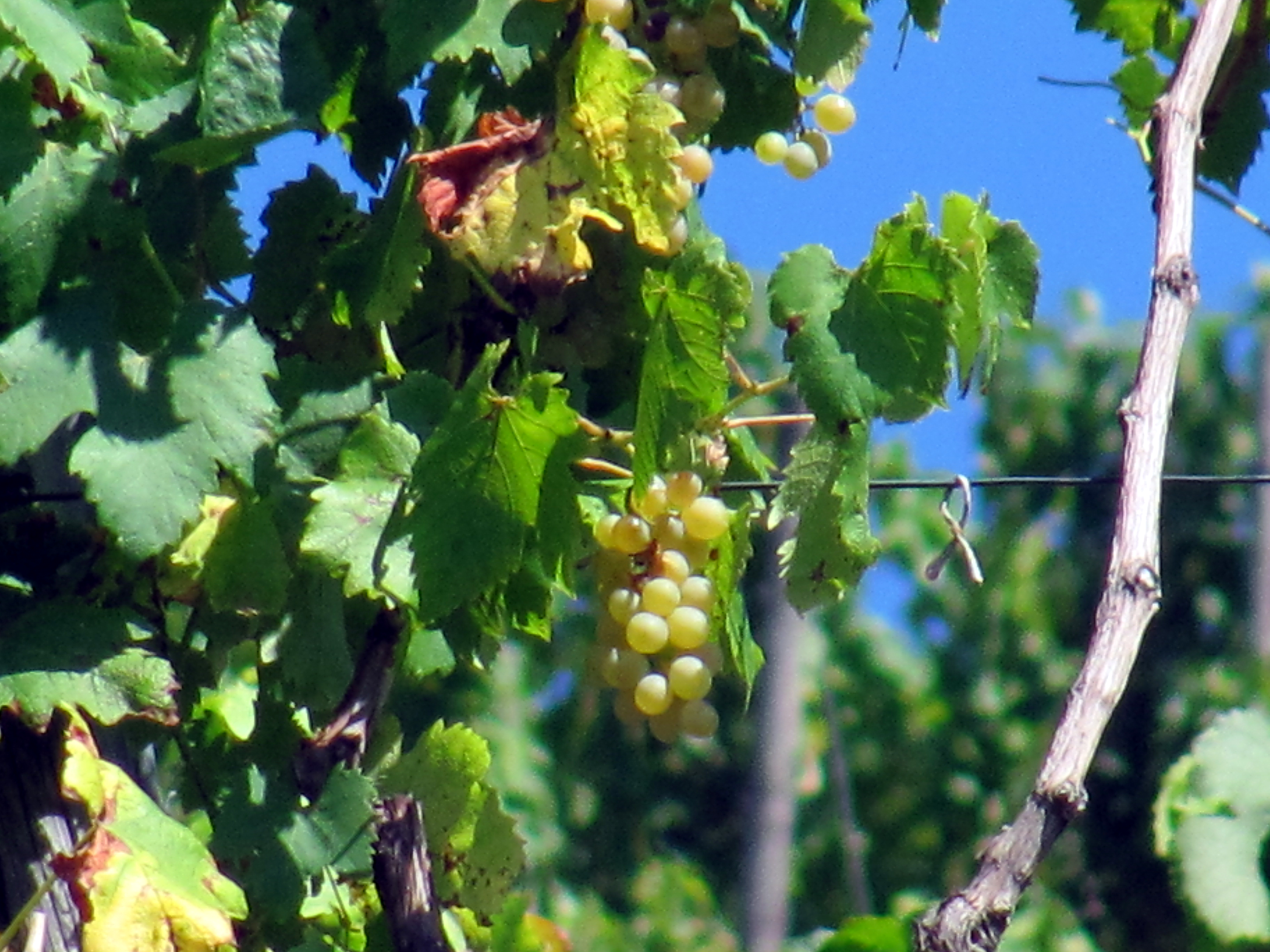
Früher Leipziger im September 2013

In der Lage Radebeuler Goldener Wagen, genauer im Staatsweinberg Goldener Wagen, steht der mit einem Alter von geschätzt 250 bis 350 Jahren viertälteste Rebstock der Welt und zweitälteste Hausrebstock Deutschlands. Dabei handelt es sich um die Sorte Früher Leipziger, auch Prié Blanc.

## Geschichte

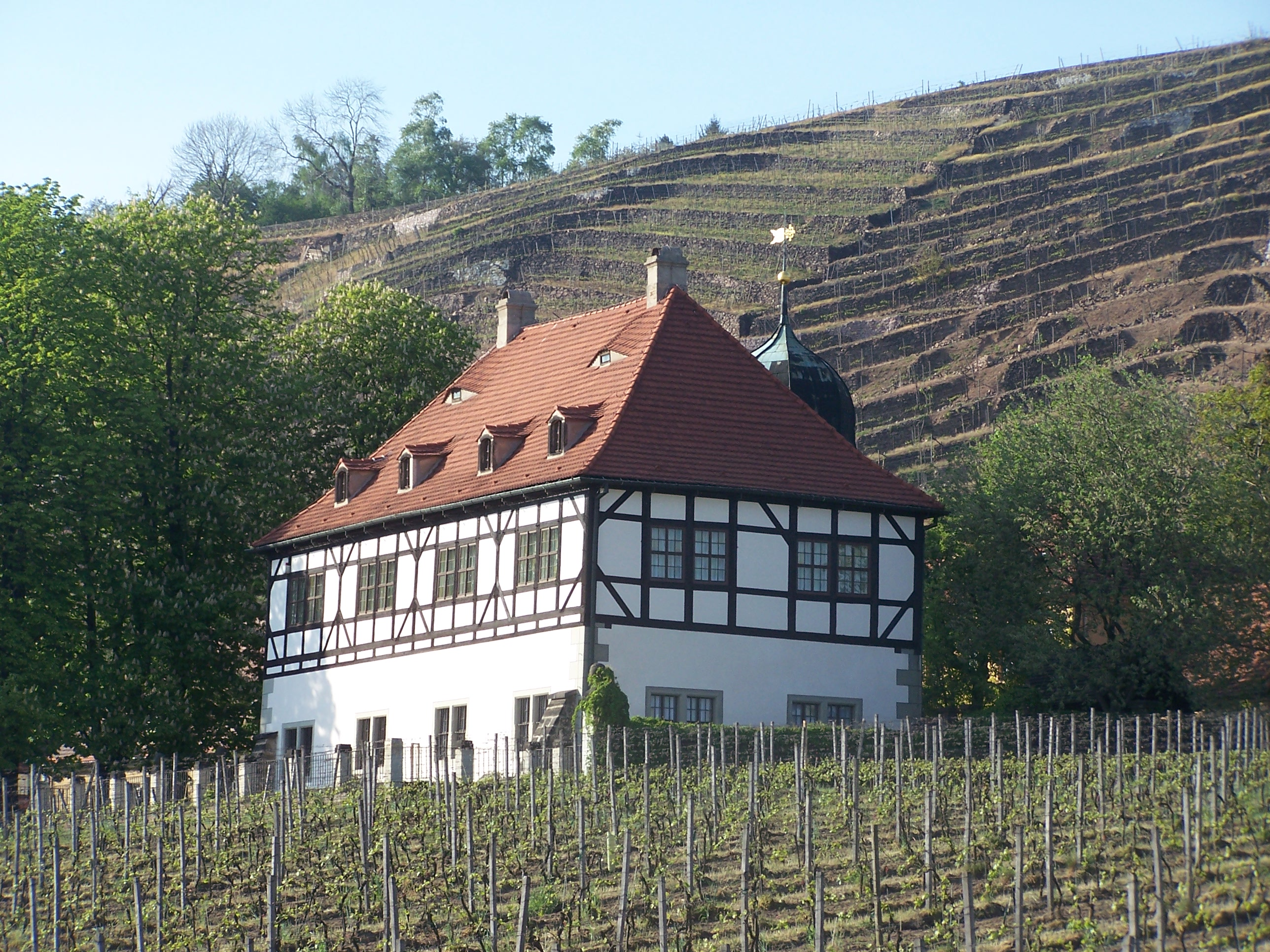
Weinberg Goldener Wagen oberhalb von Schloss Hoflößnitz

Siehe auch: Geschichte des Weinbaus in der Lößnitz
Die Geschichte des Goldenen Wagens ist zu großen Teilen auch die Geschichte des Weinbaus in der Lößnitz, da hier die sächsischen Fürsten um Schloss Hoflößnitz ihren Weinbau konzentrierten.
Die erste schriftliche Erwähnung des Lezenitzberges (Lößnitz) findet sich in einer Urkunde, in der der Meißner Bischof Withego I. das Dresdner Maternihospital mit diesem oberhalb von Haus Reinhardtsberg gelegenen Weinberg belehnte. Der Begriff Lößnitz meinte damit ursprünglich hauptsächlich die Gegend um die spätere Hoflößnitz. Die Flur war eigentlich die Oberflur der Dörfer Radebeul und Serkowitz, innerhalb derer eigenständige Eigentümer- und Herrenberge mit den zugehörigen Winzerhäusern standen.
1401 übernahm während der Dohnaischen Fehde der Markgraf von Meißen Wilhelm I. der Einäugige von den Burggrafen von Dohna das Presshaus und umliegendes Gelände der späteren Hoflößnitz. Damit konzentrierten die Wettiner ihren Weinbau der Umgebung für fast fünf Jahrhunderte auf dieses Hofgut. Nach der Reformation übernahmen die Wettiner weiteren umfangreichen Weinbergsbesitz von der Kirche und den Klöstern. Kurfürst Christian I. erließ 1588 ein erstes Weinbau-Regelwerk, die Weingebürgsordnung.

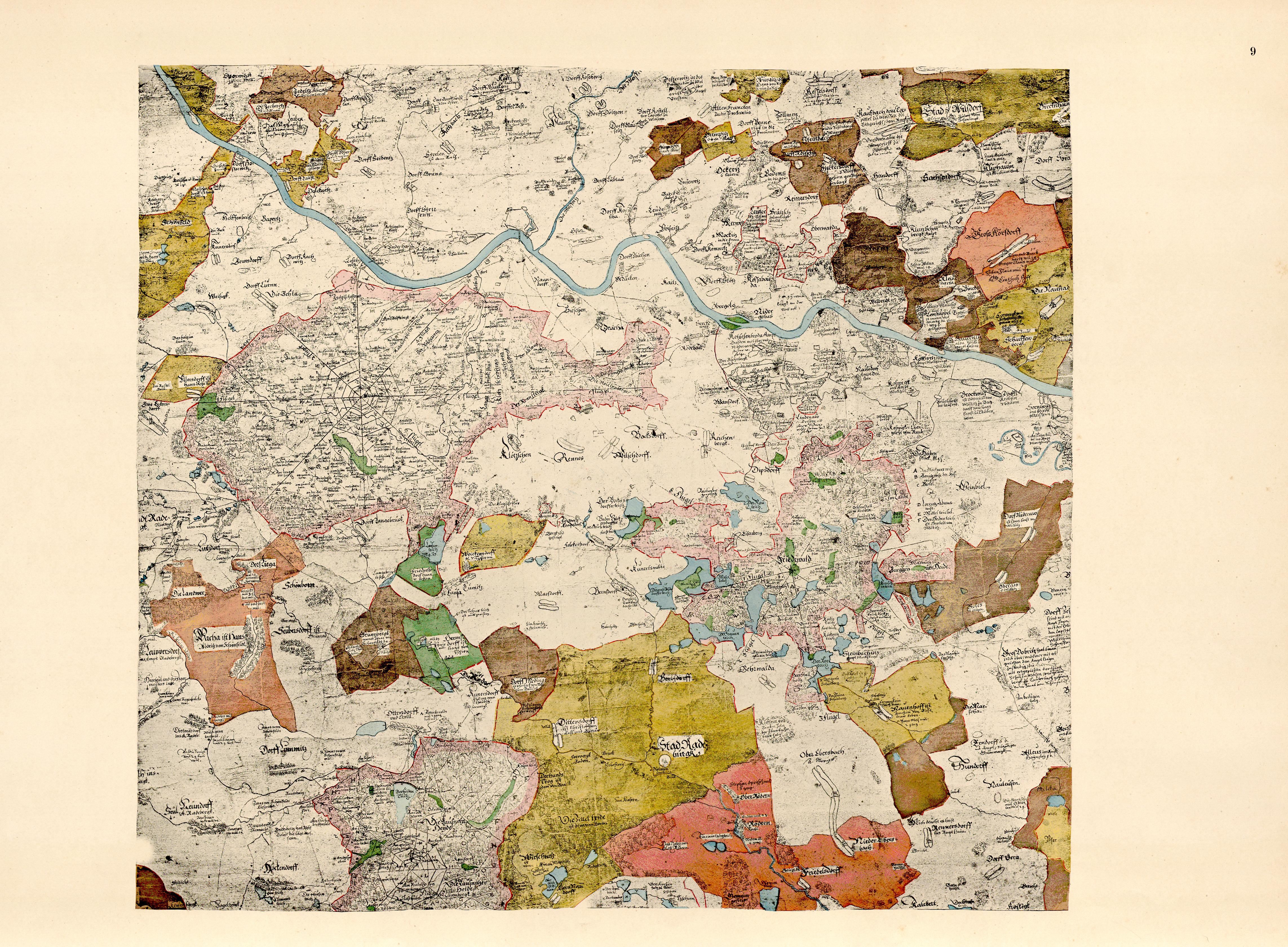
Oeder, Tafel IX (Karte verkehrt herum, Süden oben!)

Der Landvermesser Matthias Oeder bezeichnet die Gegend 1607 in der Ersten Kursächsischen Landesaufnahme „Die weinberge in der Lösnitz“.
1650 baute Kurfürst Johann Georg I. ein Schlösschen neben das Presshaus. Sein Sohn Johann Georg II. feierte hier alljährlich die Weinlese. Er ließ dazu den niederländischen Maler Albert Eckhout Teile der Hoflößnitz ausmalen. August der Starke lud seine Jagdgesellschaften nach Hoflößnitz ein und veranstaltete dort Tanzfeste mit Weinausschank.
1710 wurde der dieser Lage ihren Namen gebende Weinberg das erste Mal unter dem Namen Goldener Wagen erwähnt. Er liegt oberhalb der Hoflößnitz westlich der Spitzhaustreppe. Der Weinberg war bereits Anfang des 17. Jahrhunderts von Württemberger Weinbau-Fachleuten durch Anlage von Trockenmauern terrassiert und auf Anbaumethoden „nach württemberger Art“ erschlossen worden. Der Name spielt auf die hervorragende Qualität des angebauten Weins auch bei geringer Ausbeute an.
1717 erwähnte Christian Gerber die Hoflößnitz: „Die Lößnitz ist ein gewisser Strich, da lauter hohe Gebirge seyn, die köstlichen Wein tragen, und weil die Churfürstlichen Berge auch allda liegen, wird diese Gegend genennet die Hoffe-Lößnitz. Und dieser Lößnitzwein ist auch der beste im gantzen Land, der in guten Wein-Jahren dem Franken-Wein vorzuziehen, dem Rhein-Wein aber gleich zu achten ist.“

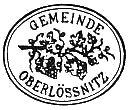
Das Siegel von Oberlößnitz zeigt eine Weinrebe

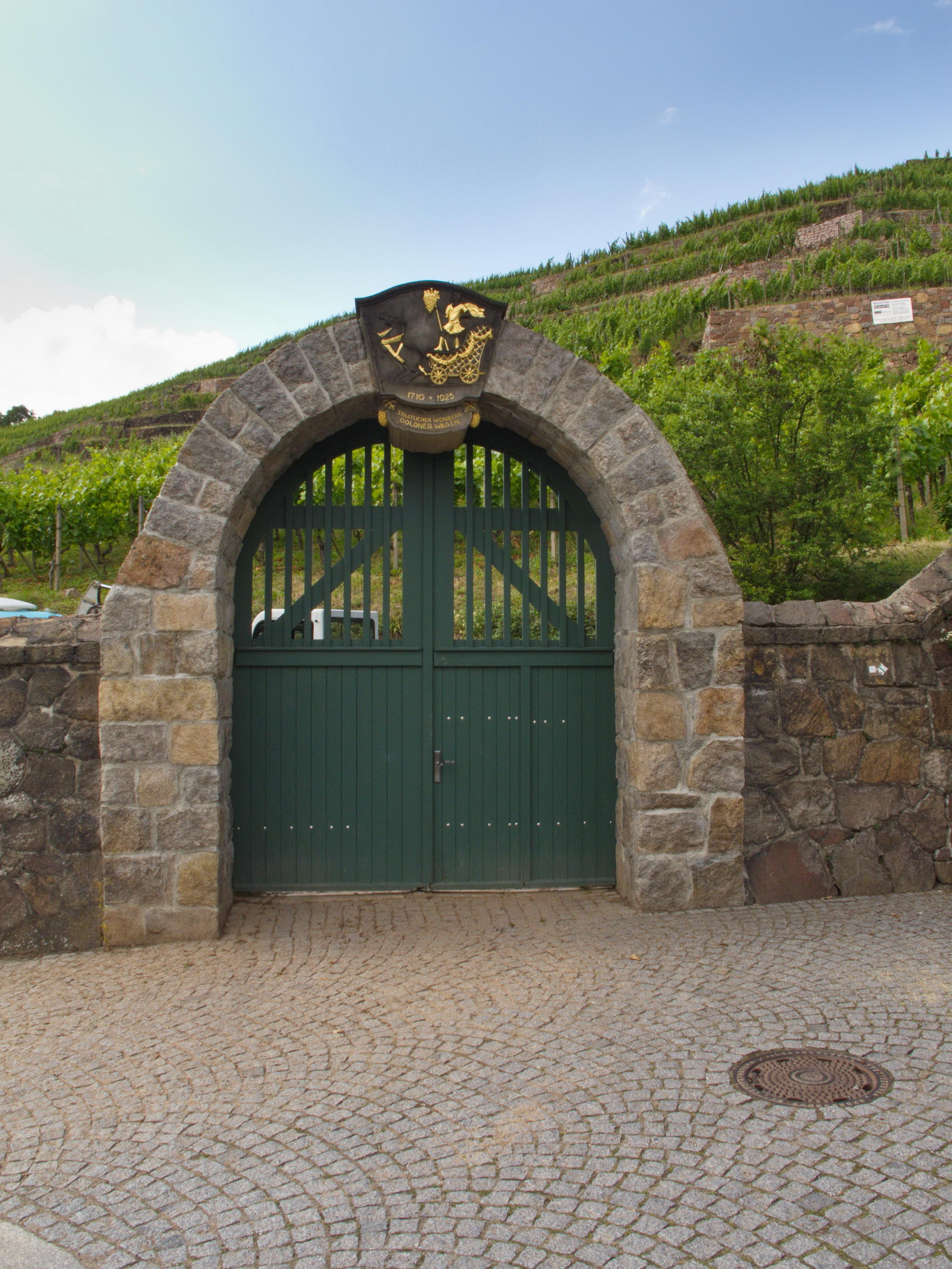
Das Weinbergtor zum Weinberg Goldener Wagen

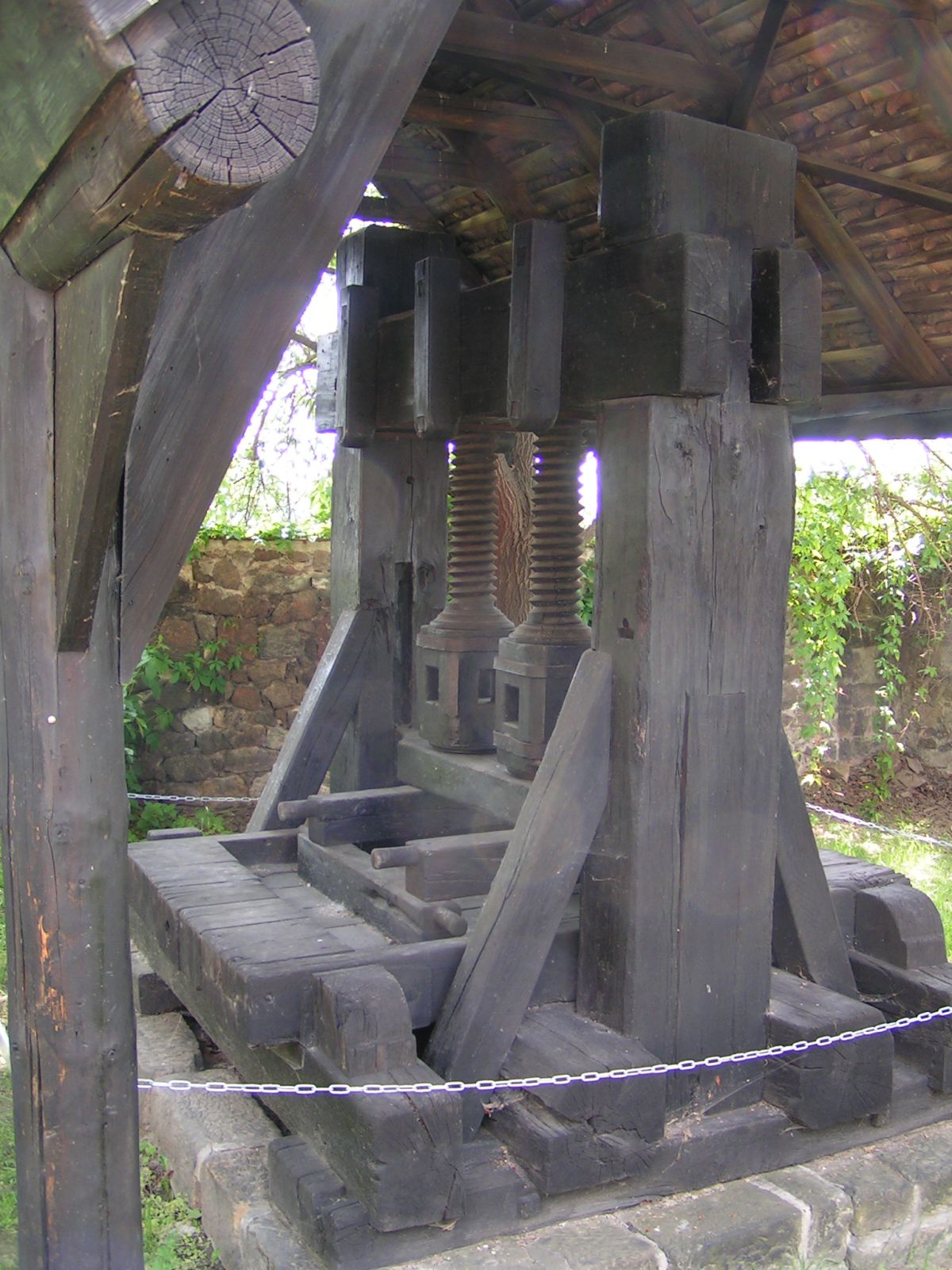
Historische Weinpresse am Schloss Hoflößnitz

Zwischen Ende des 16. und Anfang des 19. Jahrhunderts entstanden auf dieser Flur zahlreiche Weinbergsbesitze und Güter, aus deren Winzer- und Presshäusern Herrenhäuser wurden, die den Weinbergsbesitzern auch als Sommersitz dienten. Mit der Gründung des Communalverbandes der Weinbergsbesitzer der Oberlößnitz  (=Weinbergsverein Oberlößnitz) am 16. November 1831 wurde dann ein gemeindeähnliches Gebilde geschaffen. Aufgrund der neuen Landgemeindeordnung von 1838 wurde am 6. August 1839 die Landgemeinde Oberlößnitz gegründet. 1840 veranstaltete die Sächsische Weinbaugesellschaft das Winzerfest in der Lößnitz.
Durch die Reblauskatastrophe und ihre Bekämpfung fiel der Goldene Wagen brach, ähnlich wie seine Nachbarweinberge. Ab 1913 fing der Landwirtschaftsrat Carl Pfeiffer mit der 1905 eingeführten Pfropfrebe an, die Großlage Lößnitz wieder aufzureben. 1916 übernahm er die Leitung der bei der Hoflößnitz angesiedelten Rebenveredlungsstation, aus der 1927 die Weinbau-Versuchs- und Lehranstalt hervorging.
1925 erhielten die Aufrebbemühungen am Weinberg Goldener Wagen als sichtbares Zeichen einen vier Meter hohen Torbogen, der am Fuß der Spitzhaustreppe in den Weinberg führt. Dieser Torbogen ist aus rotem Meißner Granit mit einem Sandstein als Schlussstein. Dieser zeigt einen teilvergoldeten Wagen mit Pferd, Wagenlenker und Weintraube sowie den Jahreszahlen 1710 und 1925.
Obwohl die Aufrebung der Lage in den 1930er Jahren vorangetrieben wurde, dauerte es bis in die 1970er Jahre, bis die hinteren Teile des Weinbergs Goldener Wagen wieder aufgerebt waren.
1990 wurde der Name des Weinbergs Goldener Wagen auf die gesamte heutige Einzellage des Stadtteils Oberlößnitz übernommen.
Aufgrund der Qualität der erzielten Trauben bietet das in Niederlößnitz gelegene Schloss Wackerbarth auch Weine aus dem Radebeuler Goldenen Wagen an, so einen 2003 Goldener Wagen Traminer Eiswein.
Die sächsische Weinkönigin 2002/2003 sowie Deutsche Weinprinzessin 2003/2004, Antje Wiedemann, kommt aus Oberlößnitz (Weingut Drei Herren, Weinberg Hermannsberg).

## Kulturdenkmäler

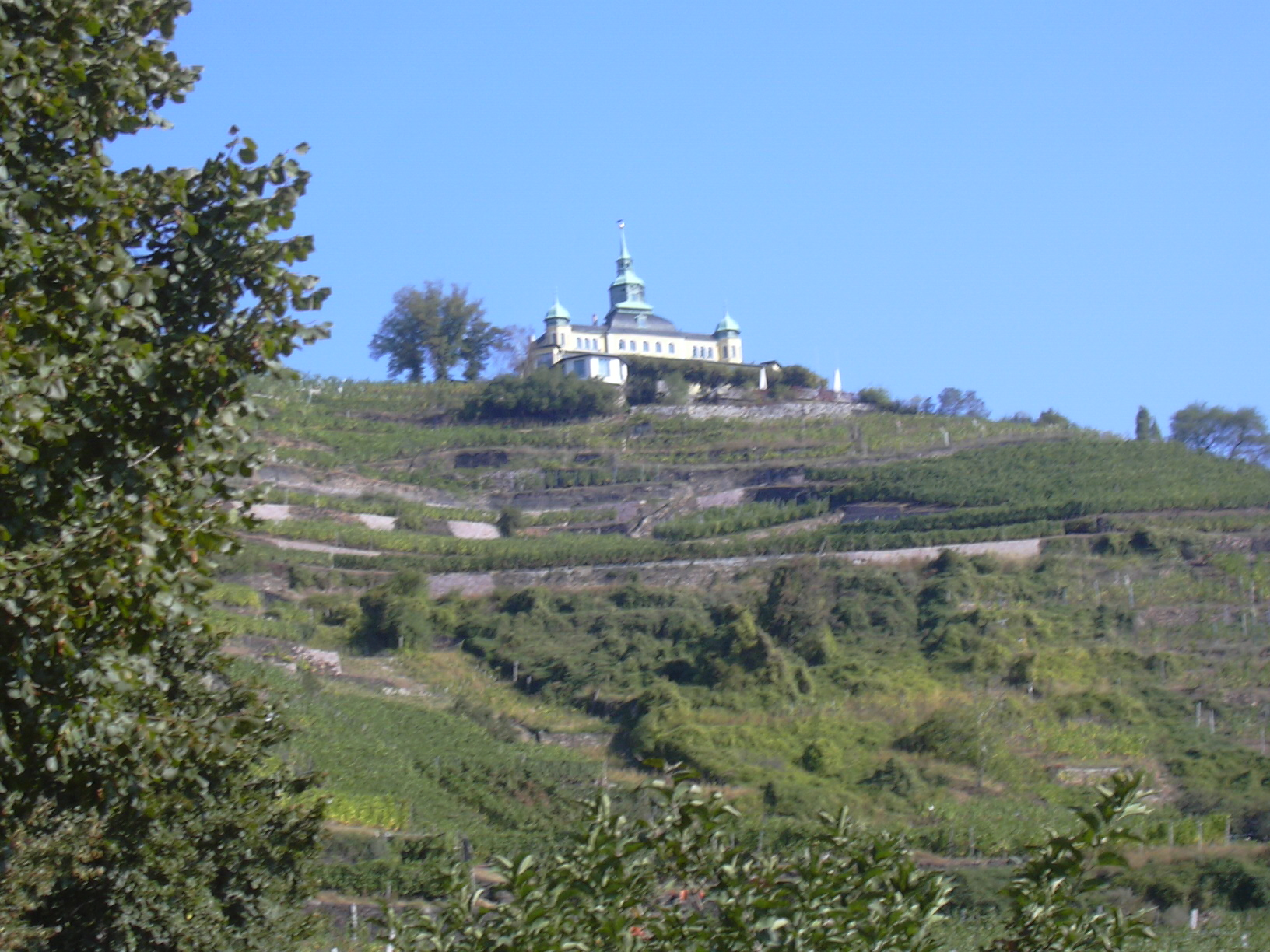
Spitzhaus über dem gleichnamigen Weinberg

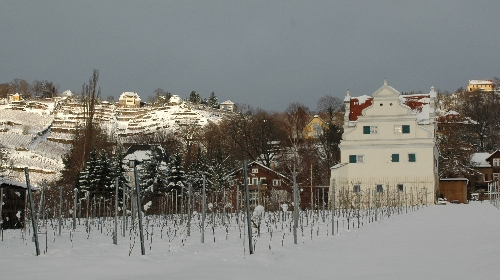
Bennoschlösschen im Winter mit Weinstöcken

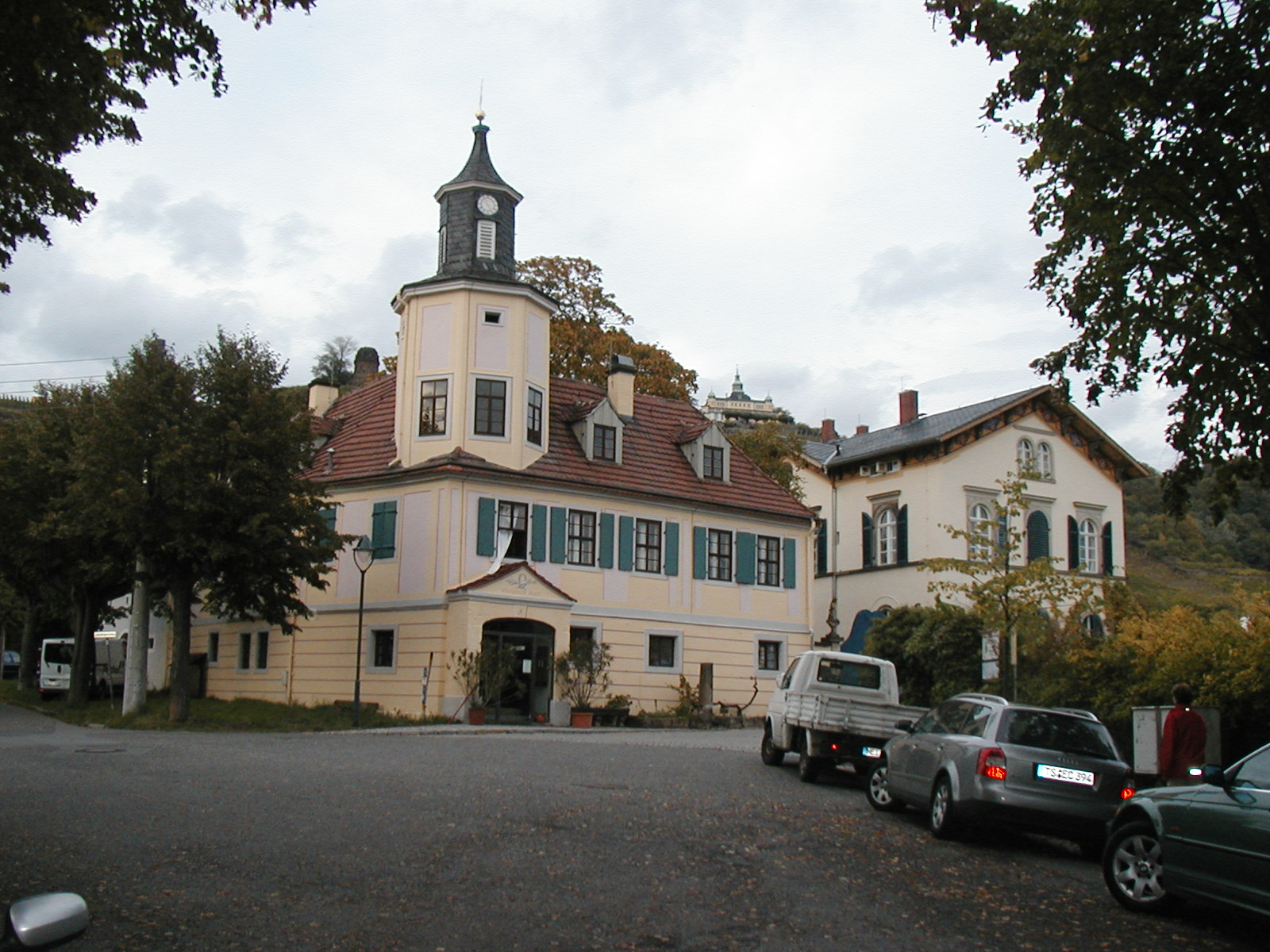
Meinholdsches Turmhaus

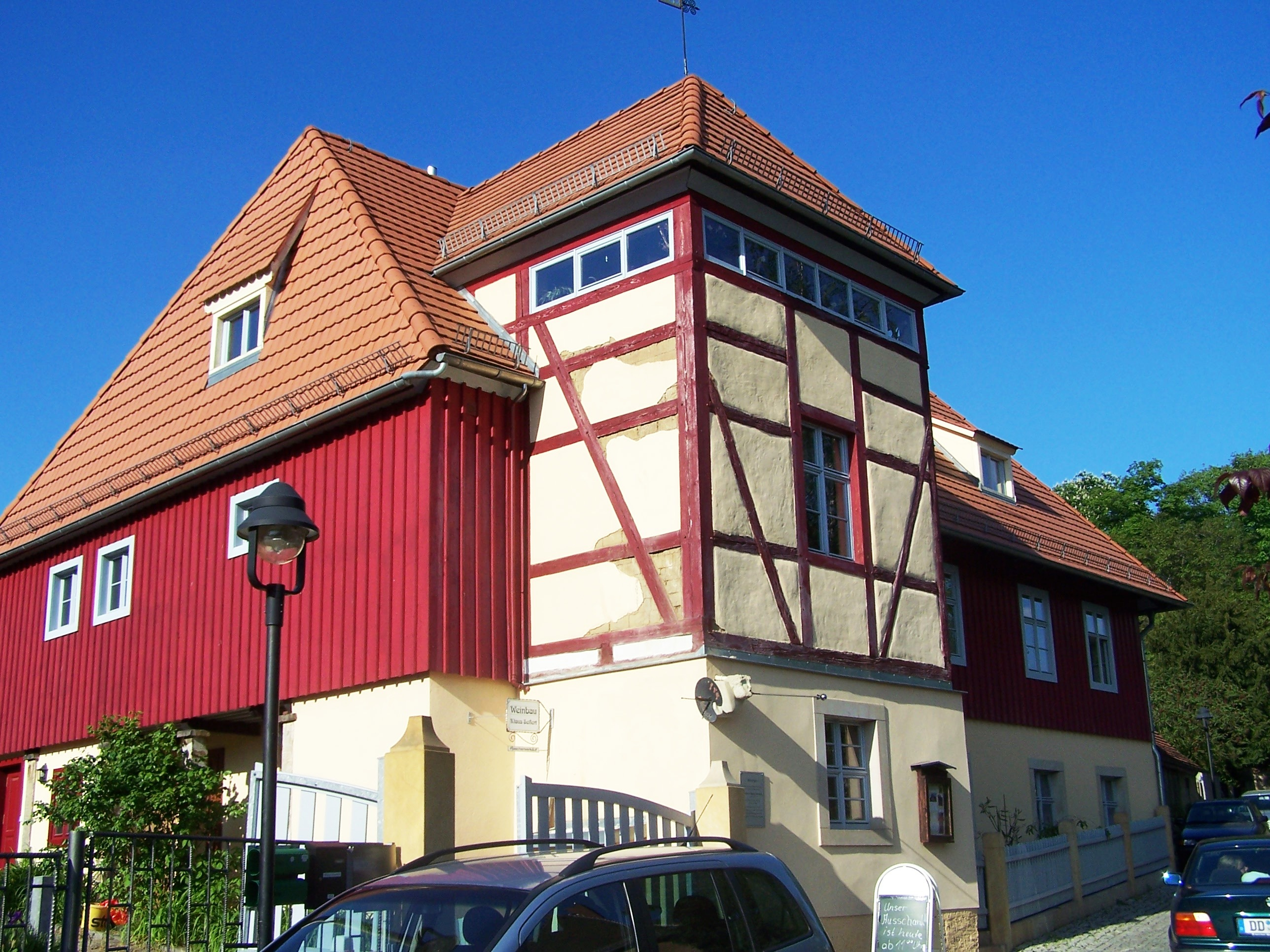
Retzschgut

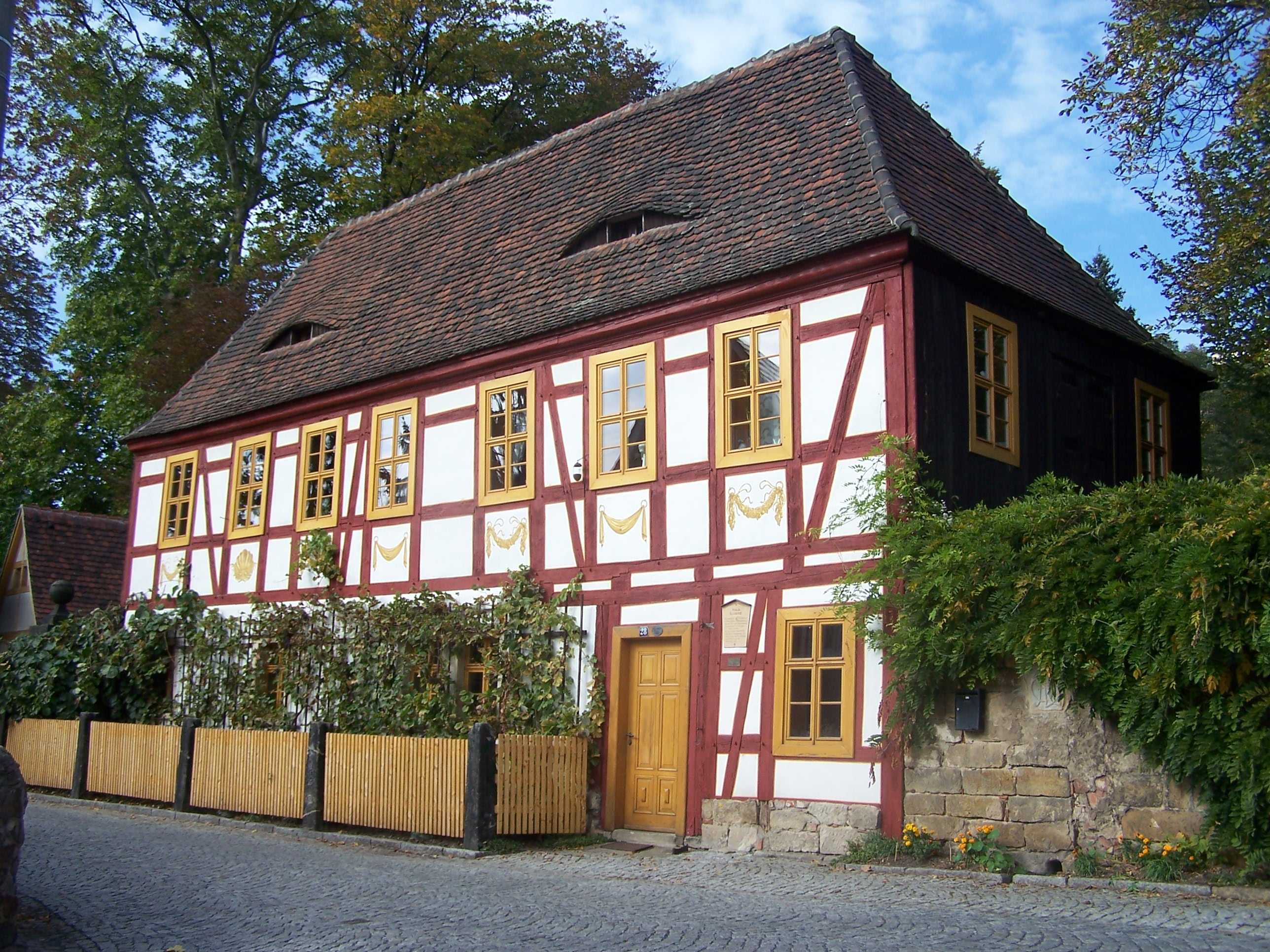
Haus Lorenz

Die Hoflößnitz als ursprünglicher fürstlicher Weingutshof und späteres Schloss der Wettiner ist heute wieder Weingut, Weinbaumuseum, Weinkeller und Verkaufsstelle. Dazu gehört die Spitzhaustreppe, an deren Fuß das Tor Goldener Wagen in den namensgebenden Weinberg führt.
Das Spitzhaus ist über die Spitzhaustreppe mit der Hoflößnitz verbunden. Dieses Weinberghaus des kurfürstlichen Hochhäuser Vorwerks steht auf einem Bergsporn oberhalb des gleichnamigen Weinbergs.
Das Bennoschlösschen, ältestes erhaltenes Herrenhaus im Renaissancestil, bekam erst im 19. Jahrhundert einen Pressraumanbau. Unmittelbar oberhalb auf dem Grundstück, dem Unterberg, befand sich die Rote Presse, die von mehreren Weinbergsbesitzern gemeinsam genutzt wurde.
Haus Sorgenfrei, ein Herrenhaus im Dresdner Zopfstil/Frühklassizismus, steht am Fuß des Hausbergs, der 1776 durch den Spinshirnschen Weinberg erweitert wurde. Das heutige Ensemble im Augustusweg entstand ab 1783 unter Verwendung von Teilen des vorhergehenden Weinguts.
Das Meinholdsche Turmhaus ist ein Weingut mit Weinkeller und Pressraum am Fuß der ehemaligen, seit dem 16. Jahrhundert bewirtschafteten, Weckischen Hohenberge (später Ossenfeldscher Weinberg bzw. Meinholdscher Weinberg). Es wird heute von der Winzerfamilie Aust bewirtschaftet.
In dieser Lage befindet sich auch das Retzschgut, Weingut und Winzerhaus von Moritz Retzsch, einem Maler mit einer besonderen Leidenschaft für die Winzerei. Retzsch gestaltete und inszenierte am 25. Oktober 1840 den großen Winzerumzug zum Winzerfest der Sächsischen Weinbaugesellschaft von der Hoflößnitz zum Gasthof Goldene Weintraube. Anschließend fertigte er in 8 Blättern die Umrissstiche, die als Winzerzug lithographiert und koloriert wurden.
Haus Hermannsberg in der Weinbergstraße ist das ehemals zu dem namensgleichen Weinberg Hermannsberg gehörende Weinbergshaus. Auf der Hangkante des Weinbergs steht eine aus Bruchstein aufgefügte, unterkellerte Bergwarte mit Namen Schnecke im Weinberg oder auch Cikkurat.
Die Albertsburg in der Eduard-Bilz-Straße, auch Haus Albertsberg genannt, ist das zu dem namensgleichen Weinberg Albertsberg gehörende Herrenhaus. Bereits 1660 stand an dieser Stelle ein Winzerhaus mit Weinpresse.
Eines der heute noch gut erhaltenen historischen Winzerhäuser ist das Haus Lorenz auf der Weinbergstraße, das im Erdgeschoss den Pressraum sowie die Unterkunft des Winzers enthielt sowie im Obergeschoss die Wohnung des Weinbergsbesitzers nebst Saal.

## Ortsansässige Weingüter und Winzereien
- Weingut Drei Herren
- Weingut Haus Steinbach
- Weingut Hoflößnitz
- Weingut Karl Friedrich Aust
- Weingut Ulf Große
- Weinbau Klaus Seifert